# Sofia-folyó
A Sofia-folyó Madagaszkár egyik folyója, amely az ország északnyugati részén ered. A folyó útja során északnyugati irányban halad, és Madagaszkár északnyugati partvidékén, Sambavától északra torkollik az Indiai-óceánba. E vízfolyás vezeti le a Tsaratanana-hegység északnyugati hegyoldalaira hullott csapadékot. Legdélebbi ágát Bemarivo néven nevezik, amely megtévesztő lehet, mivel a sziget északkeleti részén is folyik egy Bemarivo nevű folyó. Hossza 350 km.

## Fordítás
- Ez a szócikk részben vagy egészben  a   Sofia River című angol Wikipédia-szócikk ezen változatának fordításán alapul.  Az eredeti cikk szerkesztőit annak laptörténete sorolja fel. Ez a jelzés csupán a megfogalmazás eredetét és a szerzői jogokat jelzi, nem szolgál a cikkben szereplő információk forrásmegjelöléseként.